# Bright Red
Bright Red je šesté studiové album avantgardní hudebnice Laurie Anderson, vydané v roce 1994 u vydavatelství Warner Bros. Records. Album produkoval britský hudebník Brian Eno a spolu s ním Laurie Anderson; Eno je rovněž spoluautorem několika skladeb. Mezi další hudebníky, kteří se na albu podíleli, patří například zpěvaččin pozdější manžel Lou Reed, kytaristé Marc Ribot, Adrian Belew a Arto Lindsay nebo perkusionisté Cyro Baptista a Joey Baron. Album bylo nahráno ve studiu The Lobby v New Yorku (některé pozdější nahrávky pocházejí z newyorského studia Skyline Studios a Westside Studios v Londýně). Zvukovým inženýrem při nahrávání byl Kevin Killen a o mastering se postaral Bob Ludwig.

## Seznam skladeb
| Pořadí | Název                                 | Hudba               | Text               | Délka |
| ------ | ------------------------------------- | ------------------- | ------------------ | ----- |
| 1.     | Speechless (the Eagle and the Weasel) | Anderson            | Laurie Anderson    | 5:20  |
| 2.     | Bright Red                            | Anderson            | Anderson           | 3:12  |
| 3.     | The Puppet Motel                      | Anderson, Brian Eno | Anderson           | 3:09  |
| 4.     | Speak My Language                     | Anderson            | Anderson           | 3:38  |
| 5.     | World Without End                     | Anderson            | Anderson           | 2:47  |
| 6.     | Freefall                              | Anderson            | Anderson           | 4:32  |
| 7.     | Muddy River                           | Anderson, Eno       | Anderson           | 3:02  |
| 8.     | Beautiful Pea Green Boat              | Anderson            | Anderson           | 4:20  |
| 9.     | Love Among the Sailors                | Anderson            | Anderson           | 2:49  |
| 10.    | Poison                                | Anderson, Eno       | Anderson           | 3:47  |
| 11.    | In Our Sleep                          | Anderson            | Anderson, Lou Reed | 2:31  |
| 12.    | Night in Baghdad                      | Anderson            | Anderson           | 3:23  |
| 13.    | Tightrope                             | Anderson, Eno       | Anderson           | 5:58  |
| 14.    | Same Time Tomorrow                    | Anderson            | Anderson           | 3:51  |

## Obsazení
- Laurie Anderson – zpěv, klávesy
- Phillip Ballou – doprovodné vokály
- Cyro Baptista – perkuse
- Joey Baron – bicí
- Brian Eno – klávesy, úpravy
- Ben Fenner – baskytara
- Guy Klucevsek – akordeon
- Gerry Leonard – kytara
- Arto Lindsay – zpěv
- Greg Cohen – kytara, baskytara
- Jamie West-Oram – kytara
- Kevin Killen – úpravy
- Adrian Belew – kytara
- Neil Conti – shaker
- Dougie Bowne – bicí
- Marc Ribot – kytara
- Lou Reed – kytara, zpěv
- Peter Scherer – klávesy